# Bicicleta elétrica

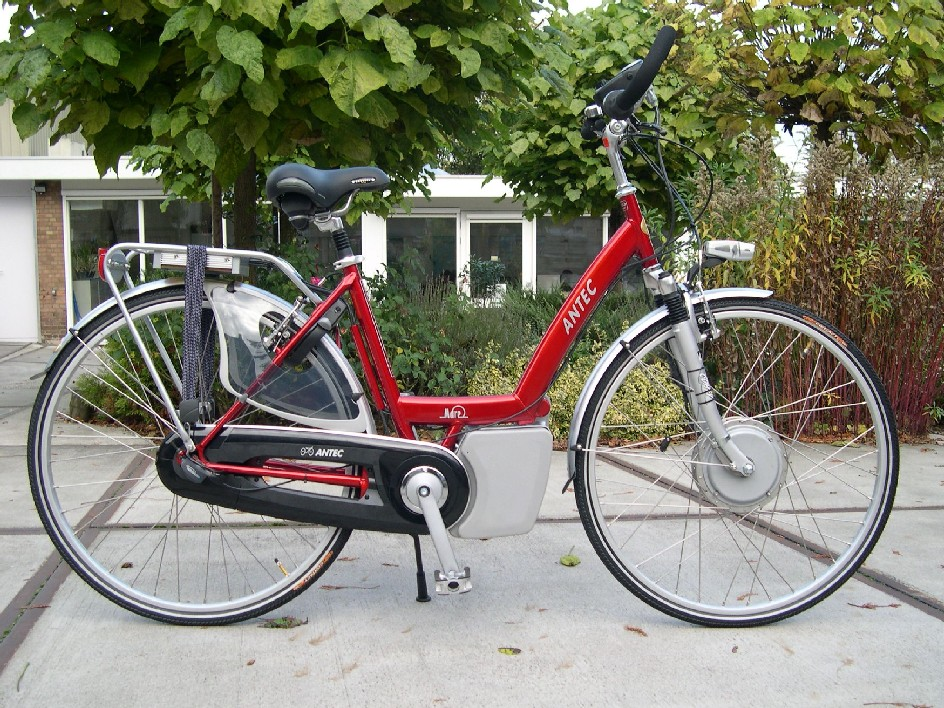
Bicicleta elétrica dos Países Baixos.

Uma bicicleta elétrica, e-bike ou pedelec (em inglês: Pedal Electric Cycles) é uma bicicleta motorizada com um motor elétrico integrado usado para auxiliar a propulsão, sendo possível encontrar bicicletas que auxiliam o pedalar do ciclista (ou seja, pedelecs) e bicicletas que adicionam um acelerador, integrando a funcionalidade de um ciclomotor. No mercado existem também versões eletrificadas de motonetas (e-scooter) e ciclomotores (cicloelétricos).
O uso da bicicleta elétrica tem experimentado um crescimento rápido desde a década de 1990. Em 2010, cerca de 700 mil bicicletas eletrificadas foram vendidas na Europa. Na China, cerca de 120 milhões de bicicletas elétricas circularam em 2010 pelas estradas. No Brasil, a indústria relacionada está em crescente evolução, já existiam alguns modelos disponíveis no mercado desde 2011. No ano de 2020, para se ter uma ideia, a movimentação de vendas girou em torno de 190 milhões de reais, alcançando 32.110 unidades.

## Legislação

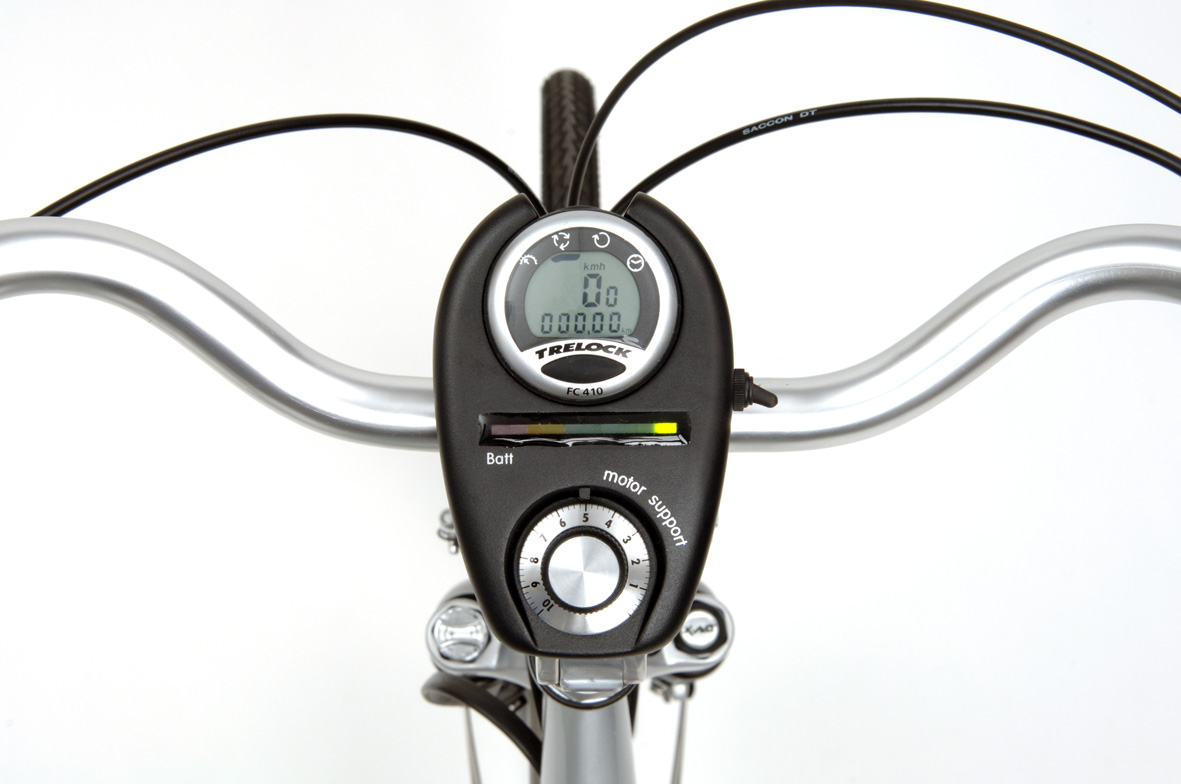
Instrumentos de uma bicicleta elétrica.

### Na União Europeia
Na União Europeia, a Directiva 2002/24 relativa à homologação dos veículos a motor de duas ou três rodas excluiu "ciclos com pedalagem assistida equipados de motor eléctrico auxiliar com uma potência nominal máxima contínua de 0,25 kW, cuja alimentação seja reduzida progressivamente e finalmente interrompida quando a velocidade do veículo atinja 25 km/h, ou antes, se o ciclista deixar de pedalar". Tais bicicletas elétricas não estão sujeitas a registro, tributação, carta de condução e seguro obrigatório e são tratadas como bicicletas comuns.

## No Brasil

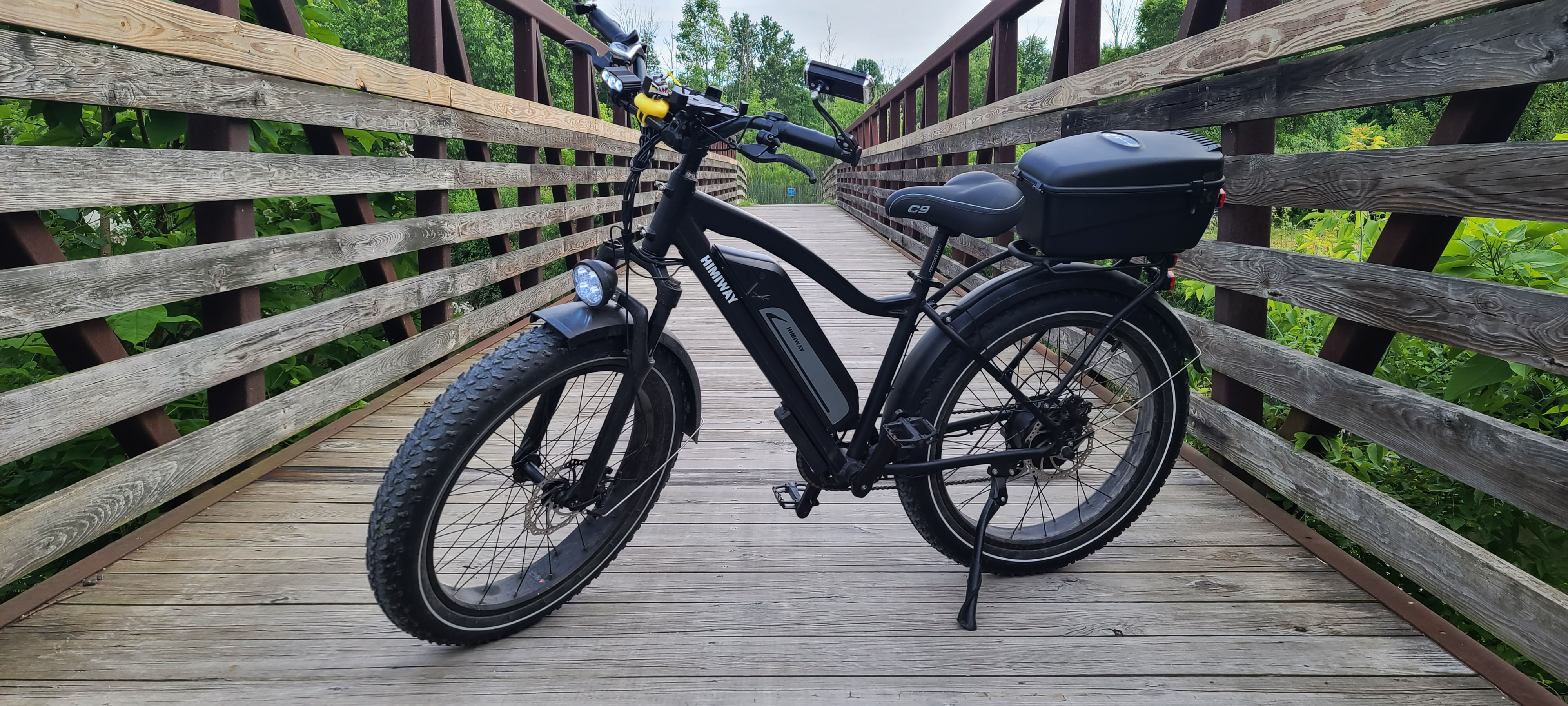
Por lei, bicicletas elétricas devem possuir pedal e dispor de todos os dispositivos de segurança

Conforme Resolução nº 996/2023 do Conselho Nacional de Trânsito (CONTRAN), será classificado como bicicleta elétrica todo equipamento de mobilidade individual de duas rodas, sem acelerador e equipados com pedal assistido e motor auxiliar de até 1 kW (1.000 W) de potência e velocidade máxima de até 32 km/h quando pedalando (pedal assistido) ou até 6 km/h quando utilizando do motor elétrico sem pedalar (modo de assistência a pé).
Cabe ao órgão ou entidade com circunscrição sobre a via regulamentar a circulação de bicicletas elétricas em vias públicas, respeitando as mesmas disposições estabelecidas pelo Código de Trânsito Brasileiro (CTB) e pelo CONTRAN, ficando seu trânsito permitido em ciclovias, ciclofaixas e ciclorrotas e em vias de trânsito rápido ou rodovias, desde que dotadas de acostamento ou faixas de rolamento próprias. A resolução 465/2013 do CONTRAN equiparou as bicicletas elétricas às comuns, desde que não possuam acelerador.

Ainda de acordo com o Conselho Nacional de Trânsito (CONTRAN), para pilotar uma bicicleta elétrica não é necessário estar habilitado, sendo apenas necessário respeitar as leis e indicações vigentes na via e dispor de indicador e/ou dispositivo limitador eletrônico de velocidade, campainha, sinalização noturna, espelho retrovisor do lado esquerdo e pneus em condições mínimas de segurança.

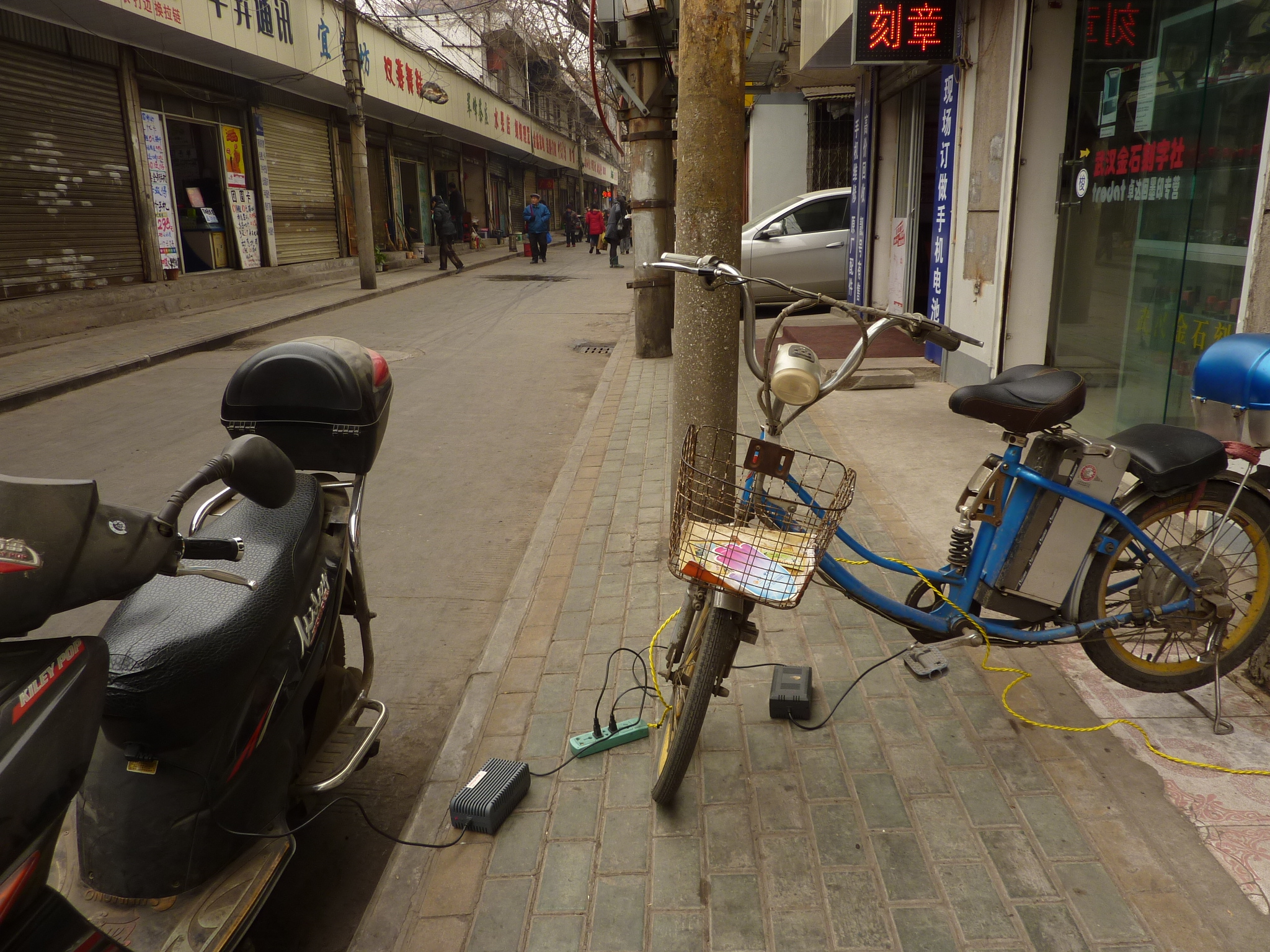
Motoneta e bicicleta elétrica recarregando baterias na China.

## Marcas
Moustache - 27.000 Unidades vendidas em 2018
ARIV E-Bikes (General Motors)
KTM Bicycles - 66.000 Unidades vendidas em 2017
Unibike - Capacidade produtiva até 75.000 unidades